# Liste des monuments historiques protégés en 1845
Cet article recense les monuments historiques français classés en 1845.

## Protections
| Édifice              | Commune         | Département | Région    | Protection | Base Mérimée                         | Coordonnées                      | Image |
| -------------------- | --------------- | ----------- | --------- | ---------- | ------------------------------------ | -------------------------------- | ----- |
| Église Saint-Trésain | Avenay-Val-d'Or | Marne       | Grand Est | classé     | « PA00078576 », notice no PA00078576 | 49° 04′ 33″ nord, 4° 02′ 48″ est |       |
| Église de Morlange   | Fameck          | Moselle     | Grand Est | classé     | « PA00106759 », notice no PA00106759 | 49° 17′ 55″ nord, 6° 06′ 23″ est |       |